# Chas Mortimer
Chas Mortimer, född 14 april 1949, brittisk roadracingförare som var aktiv i världsmästerskapen från 1969 till 1984. Han tävlade i Grand Prix-klasserna 125cc, 250cc, 350cc och 500cc samt i Formula 750 och Formula TT:s tre klasser . Han tog totalt sju Grand Prix-segrar; en vardera i 500cc och 350cc, två i 250cc och tre 125cc. Han segrade även åtta gånger i Isle of Man TT i olika klasser. Mortimer körde huvudsakligen för Yamaha under sin karriär. Han blev trea i 125-klassen Roadracing-VM 1972, tvåa i Roadracing-VM 1973 och trea i 350-klassen Roadracing-VM 1976.